# NGC 1362
NGC 1362 je galaksija u zviježđu Eridan.

## Vanjske poveznice
- SEDS: NGC 1362